# Altamuraichthys meleleoi
Altamuraichthys meleleoi è un pesce osseo estinto, appartenente agli ittiodectiformi. Visse nel Cretaceo superiore (Campaniano/Maastrichtiano, circa 73 - 71 milioni di anni fa) e i suoi resti fossili sono stati ritrovati in Italia.

## Descrizione
Questo pesce possedeva un corpo piuttosto allungato e snello, ed era lungo circa 50 centimetri. Era caratterizzato da una testa più lunga che alta, fornita di una bocca abbastanza piccola con denti aguzzi e piccoli. Era presente un osso parietale mediano che non prendeva parte alla cresta sopraoccipitale. Le fauci erano corte e dentate, e l'articolazione tra la mandibola e l'osso quadrato era collocata prima dell'orbita. Il ramo ventrale del preopercolo era più lungo del ramo dorsale. Il corpo allungato era dotato di 72 vertebre, delle quali 25 erano caudali. La pinna dorsale e quella anale erano corte, e possedevano circa 12 raggi. Il primo pterigioforo dorsale era bifido. La coda era caratterizzata da un lobo inferiore leggermente più allungato di quello superiore; erano presenti due epurali ridotti e cinque uroneurali. La prima spina neurale preurale era fortemente ridotta, mentre la seconda e la terza erano complete e molto allargate. La testa articolare del primo ipurale era larga. Le scaglie erano fornite di radii in un numero compreso tra 5 e 10.

## Classificazione
Altamuraichthys è un rappresentante degli ittiodectiformi, un gruppo di pesci teleostei arcaici dalle abitudini solitamente predatorie, imparentati alla lontana con gli Osteoglossiformes. In particolare, sembra che Altamuraichthys fosse un ittiodectiforme appartenente alla famiglia Ichthyodectidae, in una posizione evolutivamente intermedia tra Eubiodectes e Verraesichthys. 
Altamuraichthys meleleoi venne descritto per la prima volta nel 2016, sulla base di uno scheletro completo ben conservato, rinvenuto nella zona di Nardò, in provincia di Lecce (Puglia).